# Harriet Brooks
Harriet Brooks (Exeter, Ontario, 2 juli 1876 – Montreal, 17 april 1933) was de eerste Canadese vrouwelijke kernfysicus. Ze is onder andere bekend vanwege haar onderzoek naar radioactiviteit. Ze ontdekte dat een element kon veranderen in een ander element door radioactief verval. De beroemde Nobelprijswinnaar Ernest Rutherford, die haar afstudeerwerk begeleidde, vond haar talent vergelijkbaar met dat van Marie Curie. Brooks was een van de eersten die het radioactieve gas radon ontdekten en probeerden de atoommassa ervan te bepalen.

## Biografie

### Jeugd
Harriet Brooks was het derde kind van George Brooks en Elizabeth Warden Brooks. Het gezin had 9 kinderen. Haar vader was eigenaar van een korenmolen. Toen deze afbrandde en niet herbouwd kon worden ging hij werken als handelsreiziger voor een meelbedrijf. Tijdens haar jeugd verhuisde het gezin meerdere malen in de Canadese provincies Quebec en Ontario. Toen ze wat ouder werd ging ze naar het Seaforth Collegiate Institute in Ontario. Haar ouders vestigden zich uiteindelijk in Montréal.

### Opleiding
In 1894 ging Brooks naar de McGill-universiteit, evenals haar zus Elizabeth. Zes jaar eerder was de eerste vrouwelijke student afgestudeerd aan deze universiteit. Uit het gezin Brooks waren zij de enigen die naar de universiteit zouden gaan. Vanwege seksediscriminatie ontving Brooks de eerste twee jaar van haar studie geen studiebeurs. Voor de laatste twee jaar van haar bacheloropleiding ontving ze die wel. Brooks studeerde in 1898 af in wiskunde en natuurfilosofie. Zij kreeg de Anne Molson Memorial-prijs voor uitmuntende prestaties op het gebied van de wiskunde, een medaille genoemd naar Anne Molson, filantroop uit Montreal die zich inzette voor vrouwen in de exacte wetenschap.

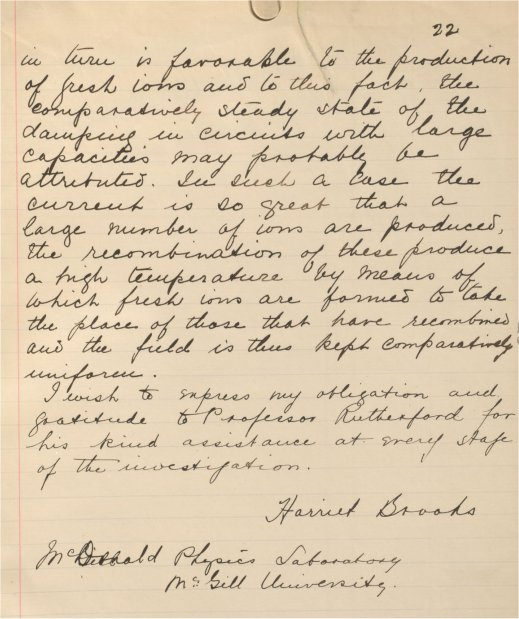
De laatste pagina van de handgeschreven scriptie van Harriet Brooks uit 1901, met een dankwoord aan Rutherford

Daarna was Brooks de eerste student in Canada van Sir Ernest Rutherford, bij wie ze direct na het behalen van haar bachelor-diploma ging studeren. Bij Rutherford studeerde ze elektriciteit en magnetisme. In 1899, nog voordat haar afstudeerwerk was voltooid, werd haar onderzoek over de demping van elektrische oscillaties gepubliceerd in de transacties van de Canadese afdeling van de Britse Royal Society. In hetzelfde jaar werd zij aangesteld als docent aan het nieuw gevormde Royal Victoria College, het vrouwencollege van McGill University. In 1901 werd ze de eerste vrouw aan de McGill-universiteit die een masterdiploma behaalde. Haar scriptie had de titel Damping of the oscillations in the discharge of a Leyden jar (Demping van de oscillaties tijdens de ontlading van een Leidse fles).
Daarna deed ze een reeks experimenten om de aard van de radioactieve emissies van thorium te bepalen. Deze experimenten waren fundamenteel voor de ontwikkeling van de wetenschappelijke kennis rond atoomkernen, de kernfysica. Papers van Rutherford en Brooks werden gepubliceerd in de Royal Society Transactions en in het Philosophical Magazine in 1901 en in 1902.
In 1901 ontving Brooks een beurs om een promotie voor te bereiden aan het Bryn Mawr College in Pennsylvania. Tijdens het jaar bij dat college won Brooks de prestigieuze Bryn Mawr European Fellowship. Rutherford zorgde ervoor dat Brooks deze beurs zou besteden bij zijn voormalige laboratorium aan de Universiteit van Cambridge. Ze studeerde in 1902 en 1903 aan het speciaal voor vrouwen bedoelde Newnham College en was als eerste vrouw verbonden aan het Cavendish-laboratorium. Hoewel haar onderzoek naar het radioactieve verval van radium en thorium succesvol was, negeerde haar begeleider J.J. Thomson haar voortgang; hij werd in beslag genomen door zijn eigen onderzoek. Thomson was een voormalige mentor van Rutherford. Doordat Brooks zich daar nogal verlaten voelde, ging ze twijfelen aan haar capaciteiten.
Ten tijde van haar onderzoek aan thorium waren er drie visies: het spul dat vrijkwam bij dat verval zou hetzij damp kunnen zijn, hetzij zeer fijn stof of ten slotte een gas. Brooks toonde aan dat het een zwaar radioactief gas was met een lagere atoommassa dan dat van thorium met atoomnummer 90. Dat gas was al ontdekt door Marie en Pierre Curie, maar het feit dat bij radioactiviteit andere elementen ontstonden was op dat moment nog omstreden. Het ontdekte gas bleek radon-222 te zijn, met atoomnummer 86.  
Ook ontdekte Brooks dat tijdens het verval van radium zich radioactieve atomen op andere oppervlakten verzamelden, dit bleek later te komen doordat radioactieve kernen na het uitzenden van straling een stukje terugschieten en van plaats veranderen. Ook ontdekte ze de vervalreeksen in de radioactiviteit. 
In 1903 keerde Brooks terug naar het Royal Victoria College en voegde zich weer bij de groep van Rutherford. Het onderzoek dat ze daar deed werd gepubliceerd in 1904.

### Carrière
In 1905 werd Brooks benoemd tot lid van de faculteit van Barnard College in New York. Gedurende twee jaar gaf zij daar les als docent en deed er geen onderzoek. Toen ze zich in 1906 verloofde met een hoogleraar natuurkunde bij de Columbia-universiteit, reageerde decaan Laura Gil met de woorden: "wanneer je huwelijk plaatsvindt, zal dit je officiële relatie met de universiteit behoren te beëindigen." Dit was het begin van een verhitte briefwisseling, waarin Brooks liet weten dat ze het gevoel had dat ze de plicht had tegenover zowel haar beroep als voor haar sekse om haar werk ook na het huwelijk voort te zetten. Zo schreef zij: “It is a duty I owe to my profession and to my sex to show that a woman has the right to the practice of her profession and cannot be condemned to abandon it merely because she marries.” Brooks werd gesteund door het hoofd van de natuurkundeafdeling van Barnard, Margaret Maltby. Maar decaan Laura Gil dreigde haar te ontslaan als ze zou trouwen en citeerde echter de beheerders van het college, die betoogden dat je niet zowel een getrouwde vrouw als een succesvolle academicus zou kunnen zijn. Brooks verbrak vervolgens haar verloving en stemde ermee in om bij Barnard te blijven werken. 
In de zomer van 1906 verhuisde Brooks naar een rustige plek in het Adirondackgebergte, beheerd door John en Prestonia Martin, twee prominente leden van de Fabian Society - een socialistische organisatie. Ze maakte daar kennis met de Russische schrijver Maxim Gorky. In oktober 1906 reisde Brooks met Gorky en een groep andere Russen naar het Italiaanse eiland Capri. Gedurende deze tijd ontmoette Brooks ook Marie Curie. Kort daarna werd zij een van Curie's medewerkers bij het Institut du Radium in Parijs. Hoewel geen enkel onderzoek van Brooks in deze periode onder haar naam werd gepubliceerd, werden haar bijdragen als waardevol beschouwd en werd ze geciteerd in drie hedendaagse artikelen die onder auspiciën van het Curie-instituut werden gepubliceerd. Tijdens deze periode solliciteerde Brooks naar een baan aan de Universiteit van Manchester. Rutherford schreef voor haar een aanbevelingsbrief, waarin hij schreef dat “zij, naast mevrouw Curie, de meest prominente vrouwelijke natuurkundige op het gebied van de radioactiviteit is. Mevrouw Brooks is een originele en zorgvuldige werker met goede experimentele vaardigheden en ik ben ervan overtuigd dat zij uitstekend onderzoek zou doen in de natuurkunde als zij benoemd zou worden."
Brooks besloot echter om onbekende redenen haar carrière in de natuurkunde te beëindigen. Over de redenen daarvoor wordt gespeculeerd. In 1992 werd gesuggereerd dat zij zich afkeerde van de natuurkunde vanwege de "provincialiteit en sociale conventies." Anderen wijzen erop dat ze weliswaar vrouwelijke academici had ontmoet en haar onderzoek had kunnen voortzetten, "maar dat ze de voorkeur gaf aan conventionele geneugten."

### Later persoonlijk leven en dood
In 1907, op 31-jarige leeftijd, trouwde Brooks met Frank Pitcher, een rijke ingenieur van de Montreal Power and Water Company. Hij was voormalig docent natuurkunde aan McGill. Het echtpaar vestigde zich na hun huwelijk in Londen in Montreal en kreeg drie kinderen, waarvan er twee op tragische wijze omkwamen in hun tienerjaren. Haar leven was daarna vooral huiselijk, waarbij zij zich moest bezighouden met het organiseren van de activiteiten van het personeel van het huishouden. Brooks bleef wel actief in organisaties van universitaire vrouwen, maar deed geen werk meer op het gebied van de natuurkunde. Zo werd ze in 1923 voorzitter van de Women’s Canadian Club.
Haar zus Elizabeth trouwde met natuurkundige Arthur Stewart Eve.
Brooks overleed in 1933 op 56-jarige leeftijd aan een bloedziekte, vermoedelijk leukemie veroorzaakt door blootstelling aan straling tijdens haar onderzoek. In het overlijdensbericht in The New York Times van 18 april 1933 werd zij genoemd als de "ontdekker van het verval van een radioactief atoom." Rutherford schreef een lovend overlijdensbericht over haar in het tijdschrift Nature.

## Nalatenschap
In de jaren 1980 werd het belang van de bijdragen van Harriet Brooks aan de natuurkunde erkend als fundamenteel werk op het gebied van kernfysica. Zij was de eerste persoon die aantoonde dat de radioactieve stof die door thorium wordt uitgestoten een gas was met een atoommassa van 40-100, een ontdekking die cruciaal is voor het bepalen van de transmutatie van elementen bij radioactief verval.
In 2002, 69 jaar na haar dood, werd ze opgenomen in de Hall of Fame van de Canadian Science and Engineering.
De Canadian Nuclear Laboratories beschouwden haar onderzoek naar radon en actinium als baanbrekend, en haar korte onderzoekscarrière als buitengewoon geslaagd. In 2016, 110 jaar nadat ze haar carrière beëindigde, werd het Harriet Brooks Building, een kernfysisch onderzoekslaboratorium bij Chalk River Laboratories, naar haar vernoemd.

## Verder lezen
- Rayner-Canham, Marelene F. (1992). Harriet Brooks: Pioneer Nuclear Scientist. McGill-Queen’s University Press. ISBN 978-0-7735-1254-2.
- E. Rutherford and H. T. Brooks, "The New Gas from Radium," Trans. R. Soc. Canada, 1901, Section III, 21
- Brooks, H. (1901) "Damping of the oscillations in the discharge of a Leyden jar." Master's thesis.